# Legislative

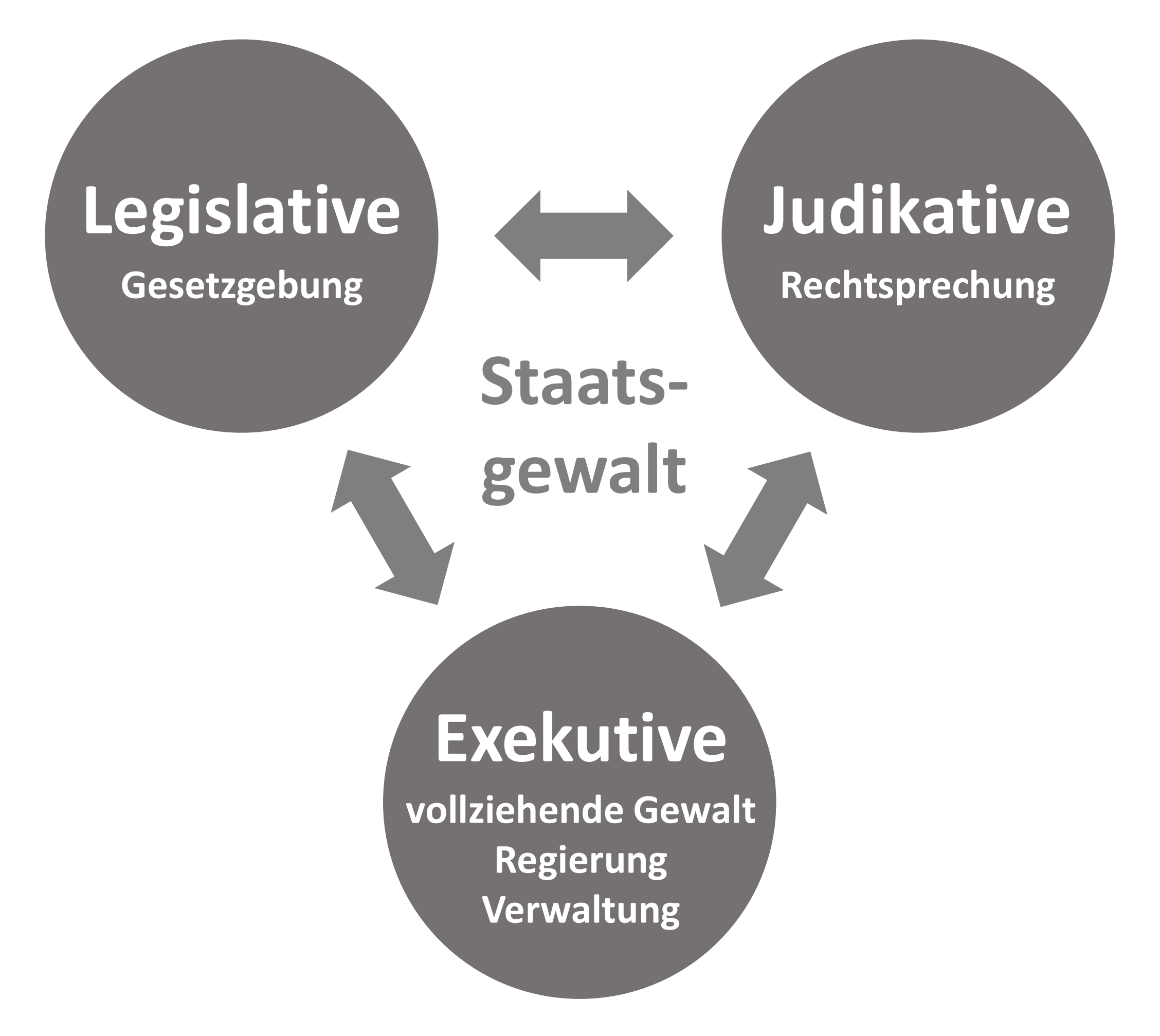
Legislative in der Gewaltenteilung zur Machtbegrenzung, durch Verteilung der Staatsgewalt auf getrennte Hoheitsbereiche.

Die Legislative (spätantik lateinisch legis latio ‚Beschließung des Gesetzes‘, von lateinisch lex ,Gesetz‘ und ferre ,tragen‘, davon das PPP latum ,getragen‘; auch gesetzgebende Gewalt) ist in der Staatstheorie neben der Exekutive (ausführenden Gewalt) und Judikative (Rechtsprechung) eine der drei – bei Gewaltenteilung voneinander unabhängigen – Gewalten. Die Legislative ist zuständig für die Beratung und Verabschiedung von Gesetzen (Gesetzgebung) im inhaltlichen und formellen Sinn sowie für die Kontrolle der Exekutive und der Judikative, wobei sie in Österreich nur die Exekutive kontrolliert und die Judikative unabhängig bleibt. In einer repräsentativen Demokratie bilden die Parlamente die Legislative. In Staaten mit Elementen direkter Demokratie tritt im Einzelfall auch das Volk als Gesetzgeber auf (Volksgesetzgebung).

## Deutschland
In Deutschland wird die Legislative wie folgt ausgeübt:
- auf Bundesebene durch den Deutschen Bundestag als Einkammerparlament, den Bundesrat als Organ des Bundes zur Mitwirkung der Länder u. a. an der Bundesgesetzgebung sowie (notfalls) den Gemeinsamen Ausschuss.
- auf Landesebene durch das jeweilige Landesparlament oder (soweit die Landesverfassung dies vorsieht) durch die Wahlberechtigten selbst.

Die Gesetzgebung ist an die verfassungsmäßige Ordnung gebunden.
Auf Ebene der Kreise und Gemeinden gibt es nach herrschender Meinung keine Legislative, da es sich bei den Kommunen insgesamt aus staatsrechtlicher Sicht lediglich um Selbstverwaltungskörperschaften innerhalb der Landesexekutive handele. Gemeinderäte sind nach dieser Ansicht mithin auch keine Parlamente; die Selbstverwaltungsorgane der Gemeinde seien lediglich Verwaltungsorgane, denen es an legislativen Befugnissen mangele. Wesentliches Indiz hierfür sei neben dem Fehlen der Judikative die landesgesetzliche Vorgabe einer Gemeindeordnung an Stelle einer selbst gewählten Verfassung. Die Mitglieder der Organe genießen auch nicht den für Abgeordnete von Parlamenten verfassungsgemäß garantierten Schutz der Immunität und Indemnität. Die Entscheidungen dieser Organe können zudem – unter engen Voraussetzungen – durch die Kommunalaufsicht aufgehoben oder ersetzt werden.
Die Vertreter der Gegenmeinung argumentieren wie folgt:
Art. 28 Abs. 1 S. 2 GG besagt, dass „in den Ländern, Kreisen und Gemeinden […] das Volk eine Vertretung haben [muss], die aus allgemeinen, unmittelbaren, freien, gleichen und geheimen Wahlen hervorgegangen ist“. In dieser Vorschrift seien nicht nur die Kreise und Gemeinden auf gleicher Ebene mit den Ländern genannt, sondern es wird davon gesprochen, dass dort jeweils das Volk eine „Vertretung“ haben müsse, die nach den allgemeinen Wahlgrundsätzen gewählt sein muss. Dieselbe Vorschrift, aus der sich ergebe, dass es den Ländern nicht gestattet ist, landesrechtlich die Wahlen für die Landesparlamente anders als allgemein, unmittelbar, frei, gleich und geheim zu regeln, bestimme auch die Wahlregeln für die Volksvertretungen in den Kommunen. Es sei nicht einzusehen, weshalb dann die Gemeinderäte eine andere, nämlich keine legislative, Kompetenz als die Landesparlamente haben sollten, denen niemand die Legislativfunktion abspreche. Auch die Existenz der Gemeindeordnungen als verbindliches Regelwerk wird nicht als Gegenbeleg zugelassen, da mit dem Grundgesetz genauso den Ländern Vorgaben für ihre Landesverfassungen gemacht würden. Die Regelungsdichte der Gemeindeordnungen sei zwar höher, doch sei dies traditionell bestimmt. Vor allem aber gebe es auch auf kommunaler Ebene Verfassungen, nämlich in Form der Hauptsatzung, die sich jede Gemeinde in jedem Bundesland geben müsse um ihre grundsätzliche Ordnung zu regeln. Schließlich sei auch die Existenz der Kommunalaufsicht kein Ausschlussgrund; so sei auch für die Länder in Art. 28 Abs. 3 GG sowie in Art. 37 GG eine – eingeschränkte – Aufsicht durch den Bund vorgesehen.

## Schweiz
Legislative auf Bundesebene ist in der Schweiz die Bundesversammlung, bestehend aus Nationalrat und Ständerat. Auf Kantonsebene bildet das Kantonsparlament (je nach Kanton Kantonsrat, Grosser Rat oder Landrat genannt) die Legislative. Die gesetzgebende Gewalt auf Gemeindeebene ist die Gemeindeversammlung oder das Gemeindeparlament (je nach Gemeinde auch Einwohnerrat, [Grosser] Gemeinderat, [Grosser] Stadtrat oder Generalrat genannt).

## Österreich
In Österreich bilden der Nationalrat und der Bundesrat die Legislative auf Bundesebene. Auf Landesebene ist die gesetzgebende Gewalt der Landtag.

## Vereinigte Staaten
Als föderaler Staat üben die USA auf nationaler Ebene ihre gesetzgebende Gewalt durch den Kongress (i. e. das Parlament der USA) aus und auf subnationaler Ebene durch die Parlamente der einzelnen Bundesstaaten (→ State Legislature).

Das Verfahren zur Verabschiedung von Bundesgesetzen (für deren Erlassung sämtlich der Kongress (zusammen mit dem US-Präsidenten) zuständig ist) ist in der US-Verfassung festgeschrieben; für das Verfahren bei Gesetzen, die in die Zuständigkeit eines Bundesstaats fallen, ist dessen jeweilige Verfassung maßgeblich.
Sowohl der Kongress als auch die Parlamente der Bundesstaaten (außer das von Nebraska) verfügen über jeweils zwei Kammern.

## Vereinigtes Königreich
Die Legislative des Vereinigten Königreichs Großbritannien und Nordirland wird ausgeübt durch das Parlament, das formal aus drei Teilen besteht: Krone, Oberhaus und Unterhaus.

## Frankreich
In Frankreich bildet die Nationalversammlung zusammen mit dem Senat die Legislative. Beide Kammern sind gleichberechtigt. Bei Uneinigkeit kann aber die Nationalversammlung den Senat überstimmen. Dieser besitzt ein Vetorecht bei Verfassungsänderungen.

## Europäische Union
Supranationale legislative Funktionen werden in der Europäischen Union durch den Rat der Europäischen Union sowie das Europäische Parlament ausgeübt. Dabei kommt jedoch der Europäischen Kommission durch ihr Initiativrecht eine Schlüsselkompetenz zu, obwohl die Kommission gewöhnlich der Exekutive zugeordnet wird.